# 耶律信宁
耶律信宁（?—?），辽兴宗时南府宰相。辽朝契丹人。
耶律信宁开始以祗候郎君授林牙。转任奉陵军节度使、西北路招讨都监。重熙三年（1034年），帮助辽兴宗幽废钦哀太后。拜为南府宰相，为南院大王，加尚父。重熙六年（1037年）五月，因藏匿重囚和侍婢赃污犯罪，受到责罚并免官。不久再次起用为西南路招讨使。